# Georg Stahl
Georg Ernst Stahl (22. října 1659, podle jiných zdrojů 21. října 1660, Ansbach – 24. května 1734 Berlín) byl německý lékař a chemik. Stal se jedním ze zakladatelů flogistonové teorie.

## Život
Georg Stahl promoval v Jeně v roce 1683 na doktora medicíny a stal se praktickým lékařem. V roce 1687 jej výmarský vévoda jmenoval svým dvorním medikem. V letech 1694 až 1715 zastával místo profesora medicíny v Halle. Potom se stal osobním lékařem pruského krále Fridricha Viléma I.

## Dílo
- Zymotechnia fundamentalis sive fermentalionis theoria generalis (1697)
- Specimen Becherianum (1702)
- Theoria medica vera (1707)
- Georgii Ernesti Stahlii opusculum chymico-physico-medicum : seu schediasmatum, a pluribus annis variis occasionibus in publicum emissorum nunc quadantenus etiam auctorum et deficientibus passim exemplaribus in unum volumen iam collectorum, fasciculus publicae luci redditus. – Halae Magdeburgicae : Orphanotropheum, 1715.
- Experimenta, observationes, aniniadversiones… chymicae et physicae (1731)
- Ars sanandi cum expectalione (1730)